# Герб Георгиевского городского округа
Герб Георгиевского городского округа Ставропольского края Российской Федерации — опознавательно-правовой знак, составленный и употребляемый в соответствии с правилами геральдики, служащий одним из официальных символов муниципального образования и отражающий исторические, культурные, социально-экономические, национальные и иные местные традиции.
Утверждён решением от 26 июня 2009 года № 300-29 как герб городского округа города Георгиевска и внесён в Государственный геральдический регистр Российской Федерации с присвоением регистрационного номера 5058.
С 1 июня 2017 года городской округ Георгиевск и все муниципальные образования Георгиевского района были объединены в Георгиевский городской округ, который продолжил использовать официальные символы города Георгиевска — герб и флаг.

## Описание
Геральдическое описание герба (блазон) гласит:

В пурпурном щите в проёме арки ворот золотой крепостной, стенозубчатой в кладку башни о пяти зубцах и с двумя бойницами, Святой Великомученик Георгий Победоносец в серебряном одеянии, в червлёном плаще, с золотыми нимбом и диадемой в коричневых волосах на серебряном коне с червлёной сбруей, золотым копьём, попирающий серебряного дракона.— Решение Думы города Георгиевска от 26 июня 2009 года № 300-29

## Символизм герба

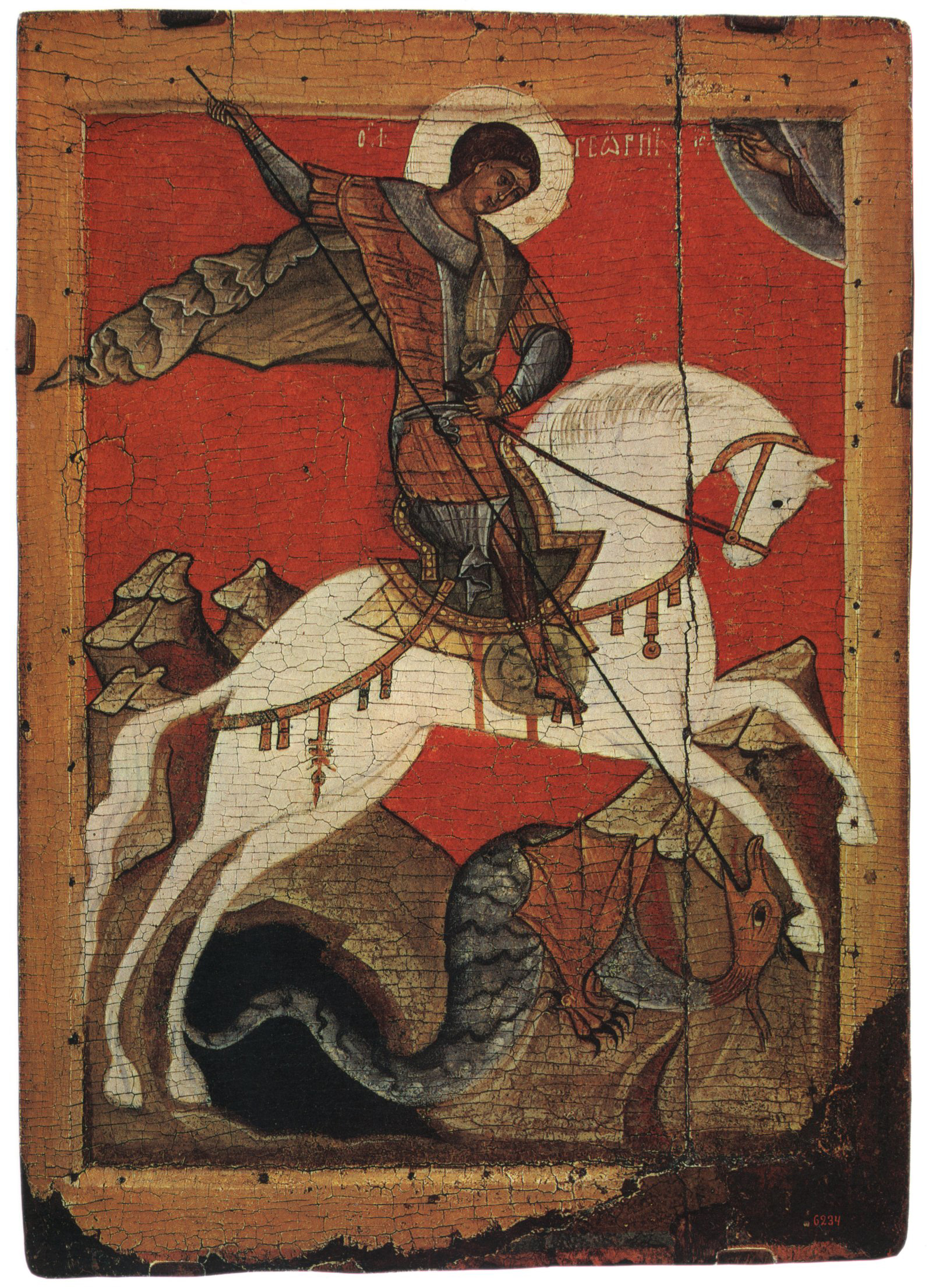
«Чудо Георгия о змие». Вторая половина XV века. Новгород

Герб является «гласным» («говорящим») поскольку отражает название города Георгиевска, административного центра округа. Фигуры герба указывают на исторические особенности города, начало которому дала крепость Святого Георгия, в XVIII веке считавшаяся самым сильным форпостом из пяти первых крепостей Азово-Моздокской линии.
Георгий Победоносец входит в число наиболее почитаемых в мире святых и распространённых персонажей мировой геральдики. На Руси он стал известен не позднее конца X века. Один из излюбленных сюжетов в русской иконописи — победа Святого Георгия над змием («Чудо Георгия о змие»): великомученик запечатлён в образе всадника, поражающего копьём чудовище со змеиным туловищем. С XIV—XV веков данный сюжет начал использоваться в московской городской, а затем — в российской государственной геральдике. Фигура Георгия Победоносца — главный элемент герба Москвы, а также центральный элемент Государственного герба РФ, где образ святого, побеждающего дракона, представлен как символ борьбы добра со злом, света с тьмой, защиты Отечества.
Великомученик Георгий был и остаётся одним из самых популярных святых на Кавказе, в частности, в средневековой христианской Алании (затем Осетии), ныне республике Северная Осетия — Алания, граничащей с Георгиевским районом. В качестве главной фигуры герба района, имеющего сходство с гербом Москвы, также изображён Георгий Победоносец.

## История
Город Георгиевск основан в 1777 году как Георгиевская крепость на Кавказской укреплённой линии, соединяющей Моздок с Азовом, для обороны от набегов кабардинцев и ногайцев. В 1786 году, при образовании Кавказской губернии, Георгиевская крепость была переименована в уездный город, а в 1802 году стала губернским городом. В 1822 году, с переименованием Кавказской губернии в область, административный центр был перенесён в Ставрополь, и Георгиевск вновь получил статус уездного города. С 1830 года Георгиевск — заштатный город Кавказской области, с 1847 года — Ставропольской губернии, с 1860-го по 1921 год — Терской области. В 1934 году вошёл в состав Северо-Кавказского края, переименованного в 1937 году в Орджоникидзевский, а в 1943 году — в Ставропольский край.
В 2004 году город Георгиевск наделён статусом городского округа. Законом Ставропольского края от 2 марта 2017 года № 21-кз городской округ город Георгиевск и все сельские поселения Георгиевского муниципального района были упразднены и объединены в Георгиевский городской округ.

### Проекты герба XIX и XX веков

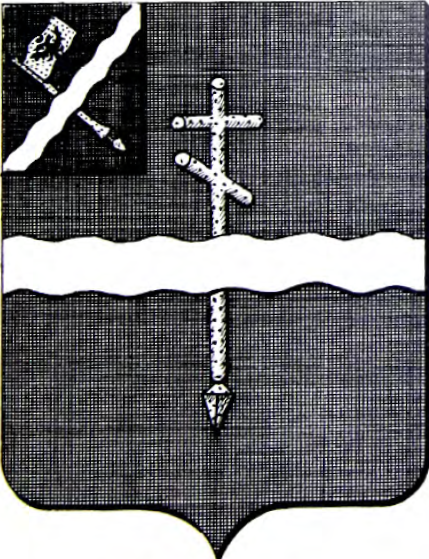
Проект герба города Георгиевска (1875 год)

Попытки разработки символики Георгиевска предпринималась ещё во второй половине XIX века. Найденное в архивных источниках изображение герба города Георгиевска Терской области, датируемое предположительно 1875 годом, и его описание впервые были опубликованы в издании «Гербы городов, губерний, областей и посадов Российской империи» (2000), составленном А. В. Кудиным и А. Л. Цехановичем. В книге Н. А. Охонько «Исторические символы Кавказа» (2006) уточнялось, что упомянутый герб являлся проектом, и давалось более расширенное (в сравнении с предыдущим изданием) его описание:

В чёрном щите серебряный волнообразный пояс, за которым золотое, увенчанное шестиконечным крестом копьё в столб остриём вниз. В вольной части герб Терской области.— Н. А. Охонько «Исторические символы Кавказа»
 По мнению автора книги, помещённая в щит серебряная перевязь (пояс) могла символизировать реку Куму, на которой расположен Георгиевск, а увенчанное крестом копьё — оружие Георгия Победоносца. Охонько также отмечает, что «об этом проекте герба имеется мало информации, и неизвестно, был он утверждён, или остался проектом».
После выхода «Исторических символов Кавказа» в печать Н. А. Охонько «удалось обнаружить ещё один ранее неизвестный герб <…> города Георгиевска начала XX века, выполненный в духе отечественных геральдических традиций».

### Герб 1970 года

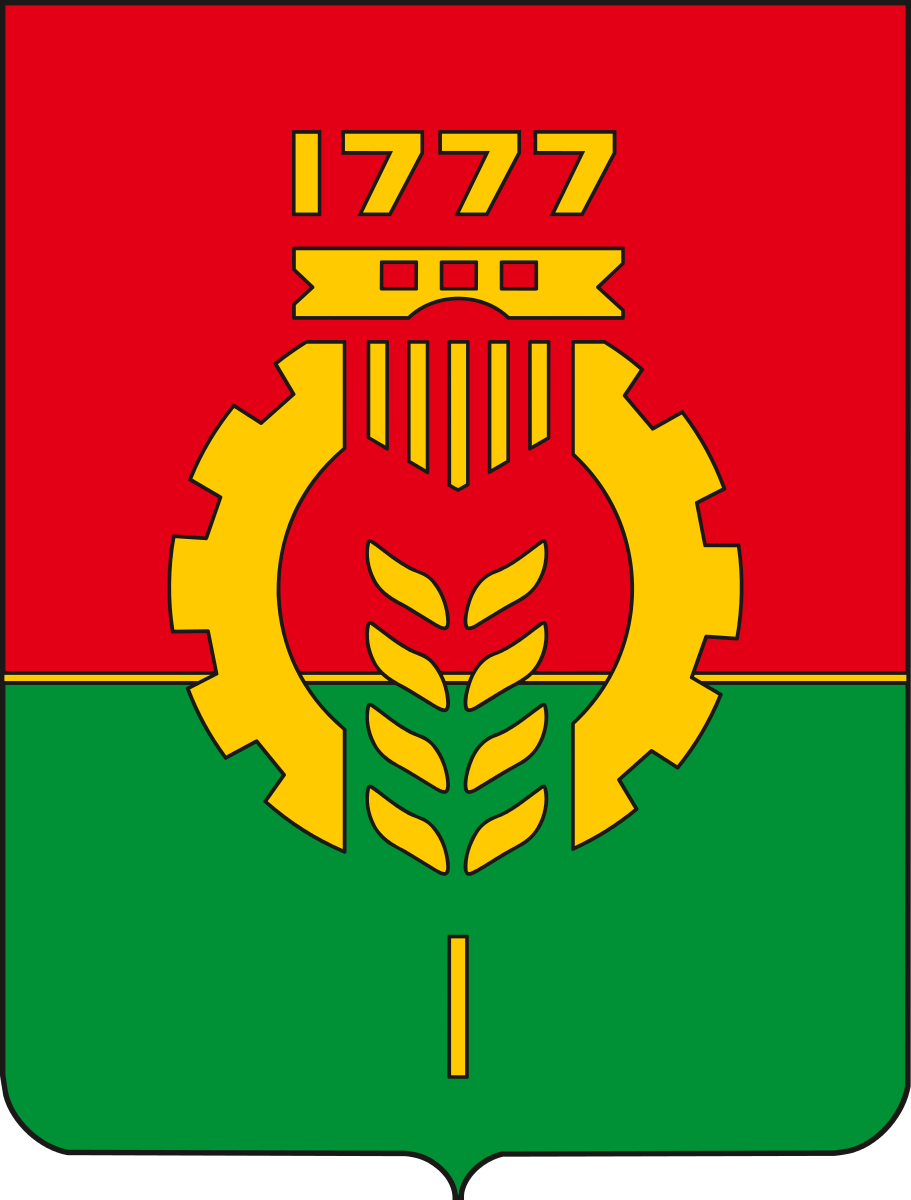
Герб города Георгиевска (1970 год)

В 60-е годы XX века в Советском Союзе наметилась тенденция возрождения городской геральдики, основной особенностью которой стало преобладание советской идеологии над геральдическими правилами и традициями. Как писал Н. А. Охонько в своей книге «Символы малой родины» (2007), при разработке гербов городов «приоритет отдавался специфической для того времени символике, олицетворявшей советский город и его достижения в социалистическом строительстве».
10 марта 1970 года исполнительный комитет Совета народных депутатов Георгиевска и архитектурно-художественный совет города утвердили герб, автором которого стал Михаил Иванович Чепрунов. Первый официальный символ города выглядел следующим образом:

Щит пересечён узким пониженным золотым поясом. Верхнее поле червлёное, нижнее зелёное. Поверх всего золотой стилизованный колос, окружённый золотой же шестернёй, сопровождаемый вверху цифрами 1777 над стилизованной сторожевой башней, всё золото.— Н. А. Соболева «Гербы городов России»
 В 1983 году газета «Кавказская здравница» опубликовала статью Э. Стативкина «Отражение истории», посвящённую толкованию символики данного герба. Согласно трактовке, изложенной автором публикации, изображение сторожевой крепостной башни указывало на историческое прошлое города Георгиевска, образованного на месте одной из крепостей Азово-Моздокской укреплённой линии. Композиция из колоса и шестерни символизировала «единство рабочего класса и крестьянства», отражавшее промышленную специфику города и сельскохозяйственную направленность подчинённого ему района. Красный (червлёный) цвет верхнего поля щита напоминал о событиях гражданской и Великой Отечественной войн, зелёный цвет нижнего поля олицетворял «цвет мирных ставропольских полей».
23 июня 1977 года депутаты горсовета утвердили Устав города Георгиевска, статья 10 которого гласила: «Георгиевск имеет свой герб, флаг и другую городскую символику, отражающую его исторические, культурные и социально-экономические особенности…».

### Герб 1998 года

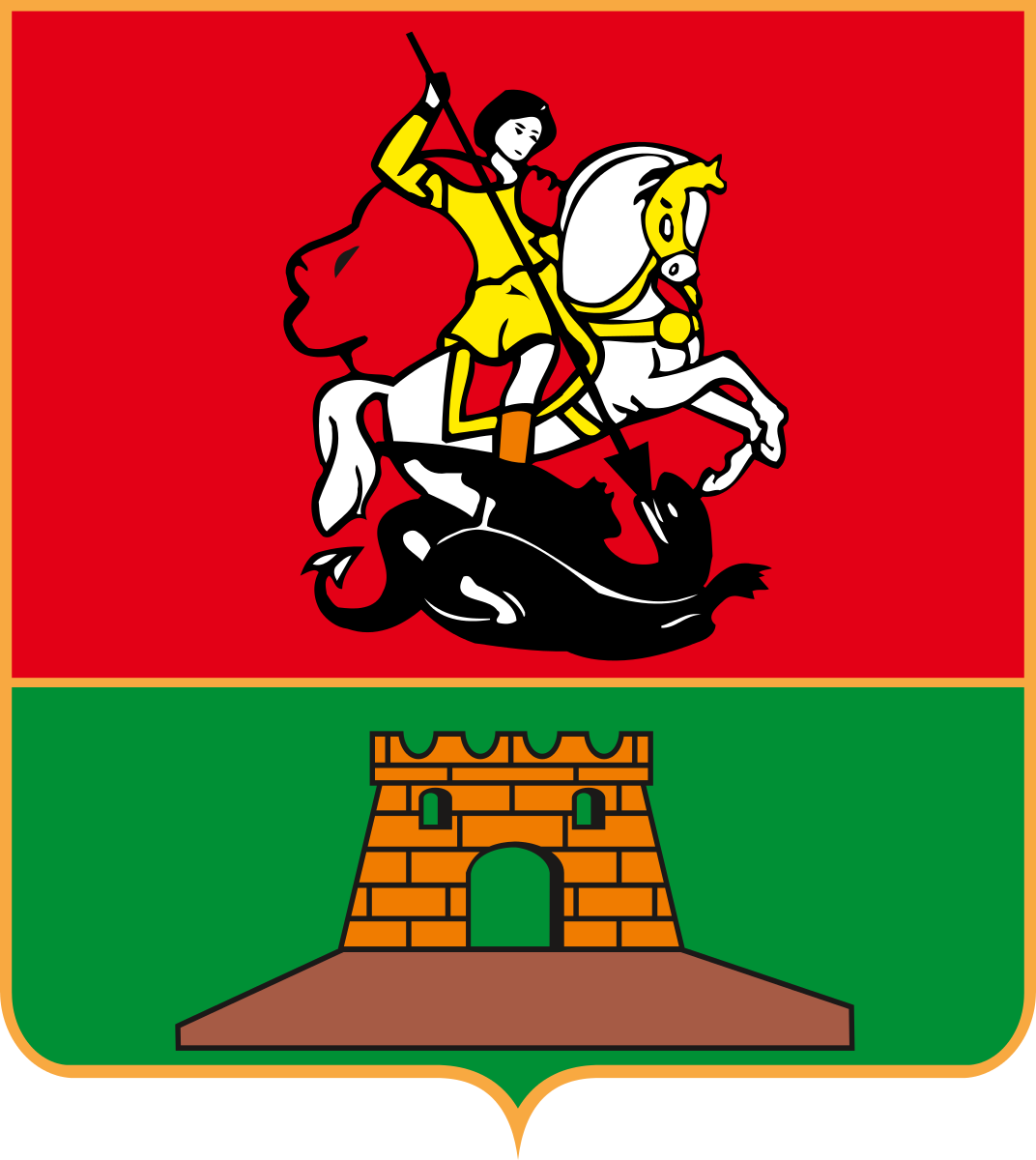
Герб города Георгиевска (1998 год)

3 декабря 1997 года по решению городского совета депутатов было организовано проведение конкурса на лучший эскиз и идею герба города Георгиевска. По итогам конкурса победу одержал проект Евгения Евгеньевича Заря. Исполненный им герб был официально утверждён 15 июля 1998 года. Композиция этого герба имела следующее содержание:

Щит пересечён. В верхней его части на красном фоне изображение Святого Георгия Победоносца. В нижней части щита на бирюзовом фоне крепостная башня с открытыми воротами на холме. На башне написан год основания Георгиевской крепости. Щит имеет золотую кайму— И. В. Борисов, Е. Н. Козина «Геральдика России»
Согласно принятому депутатами положению о гербе, для последнего устанавливались следующие пропорции: отношение ширины щита к его высоте 10:12, отношение ширины щита к его окаймлению 50:1, отношение верхней части щита к нижней части щита 3:2.
Использованные в гербе символы и цвета создавали собирательный образ города, подчёркивая исторические, духовные, природные особенности Георгиевска, отличающие его от других городов Ставрополья. Каноническое изображение духовного покровителя Георгиевска — Святого Георгия Победоносца, символизировавшее название города, сообщало гербу гласность. Изображение башни на холме (возвышении) представляло собой символ города как рубежа Ставропольского края с республиками Кавказа, роднившим Георгиевск со столицей Ставропольского края, так как в течение 20 лет город Георгиевск являлся губернским городом. Красное (червлёное) поле щита символизировало кровь, пролитую россиянами при охране и защите южных рубежей Российской империи. Бирюзовое поле символизировало спокойствие и трудолюбие местного населения. Золотая кайма щита символизировала щедрость полей, окружающих город.
Вместе с гербом был разработан флаг (автор В. В. Дмитриев), также утверждённый 15 июля 1998 года. Использовать принятую символику муниципальное образование начало с 1 августа 1998 года. С этого момента у города Георгиевска в определённом смысле появилось два герба, поскольку герб 1970 года официально не был упразднён и, соответственно, также имел право на существование.

### Современный герб

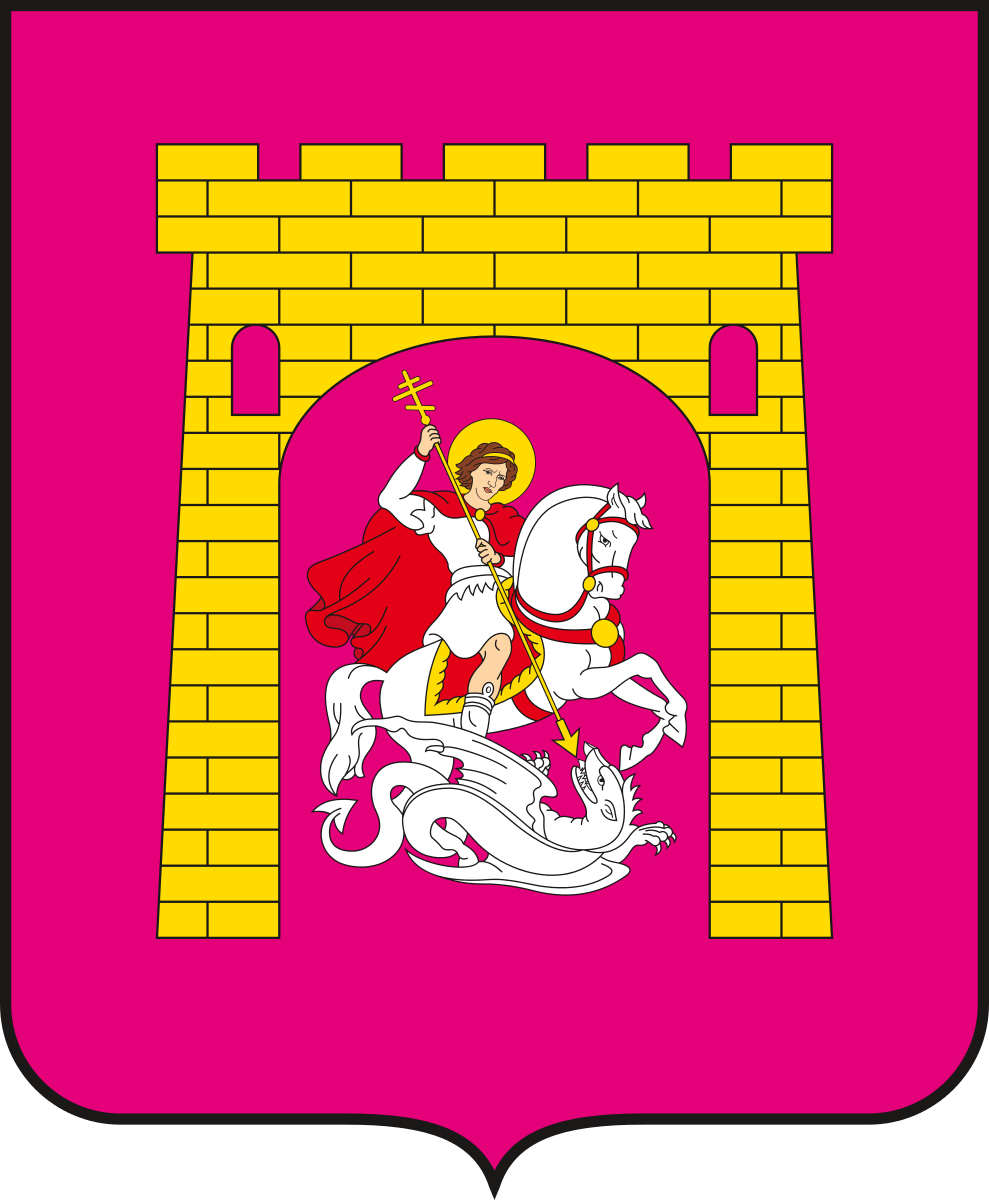
Герб города Георгиевска (2009 год)

26 июня 2009 года депутаты городской Думы утвердили окончательный вариант символики муниципального образования, а решения городского совета от 15 июля 1998 года № 43-8 «О гербе города Георгиевска» и № 44-8 «О флаге города Георгиевска» признали утратившими силу. Новые герб и флаг исполнил художник-геральдист Игорь Леонидович Проститов
В современном гербе остались сохранены фигуры герба 1998 года — крепостная башня и Георгий Победоносец. При этом последнего изобразили с золотым нимбом вокруг головы и вооружённым золотым копьём, увенчанным крестом с двумя перекладинами (одна из фигур герба 1875 года). Гербовый щит решили окрасить в пурпурный цвет, в геральдике символизирующий достоинство, силу и могущество. Флаг муниципального образования, составленный на основе герба, полностью повторил его композицию.
Символика городского округа прошла экспертизу в Геральдическом совете при Президенте Российской Федерации и была внесена в Государственный геральдический регистр (герб — под номером 5058, флаг — под номером 5059).
Решением Думы города Георгиевска от 30 мая 2012 года № 50-4 в решение от 26 июня 2009 года № 300-29 «Об официальных символах города Георгиевска» внесены изменения, касающиеся порядка использования герба муниципального образования.